# Peros Banhos
Peros Banhos, Pedro dos Banhos o Baixos de Pêro dos Banhos es un atolón deshabitado perteneciente al archipiélago de Chagos en pleno océano Índico. Es administrado por el Reino Unido pero reclamado por Mauricio.

## Geografía
El atolón tiene una superficie total de 503 km², con una superficie terrestre de solo 13 km², formado por unos 32 islotes. La mayor parte de la superficie restante, está ocupada por la laguna, que está conectada con el mar abierto, y la plana del arrecife. 
Peros Banhos es un atolón coralino de tamaño mediano rodeado por un arrecife de coral, similar a los de las islas Maldivas. El diámetro de la laguna, conocida como Bahía de Peros Banhos, es de unos 20 km. El arrecife circular se hunde en su borde sureste. Todas las islas son planas y arenosas y las más importantes están cubiertas con cocoteros.
La isla más grande del grupo es Île du Coin y era el principal puerto del atolón, donde había un muelle de carga y descarga de mercancías.
Île du Coin fue la única isla que se habitó permanentemente en Peros Banhos. En otras islas del atolón hay edificios. Ocasionalmente también estuvieron habitadas las islas Grande Soeur, Diamant, Manuel y Pierre. Todas estas islas fueron parte de la antigua plantación de cocos de Île-du Coin.
Isla-Yeye, en la esquina noreste del atolón, es la isla del archipiélago de Chagos más cercana a las Maldivas. La distancia entre esta isla y Gan Island (Addu Atoll) es de 523 km.
Ha habido algunos cambios en la geografía de este atolón desde que los primeros mapas detallados fueron publicados a mediados del siglo XIX. La isla San Brandon, que estaba cubierta por cocoteros en el siglo XIX, ahora es solo un banco de arena. Por otra parte, en el borde occidental de Peros Banhos, la isla al norte de la Isla-Verte era solo un banco de arena pequeña en el momento de la llegada del comandante británico Robert Moresby en 1837, pero ahora se trata de una isla de tamaño medio cubierta de vegetación.

## Historia
Peros Banhos fue descubierto en 1513 por Alfonso de Albuquerque. El nombre de este atolón se deriva de "Pêro dos Banhos", el nombre de un portugués navegante que murió después de que su barco encalló en el atolón.
La descripción más temprana de Peros Banhos fue escrita por Manoel Rangel. Fue un náufrago del buque portugués Conceição que encalló y se rompió en mil pedazos en el arrecife de Peros Banhos en 1556.
165 sobrevivientes fueron dejados en una isla de arena plana de Peros Banhos antes de que los cocoteros estuviesen allí, entre ellos dos mujeres y cinco sacerdotes católicos. Rangel menciona que había malas hierbas y pastos, y que cerca de diez mil aves vivían en esa isla. Mientras que las aves se prolongaron y los náufragos sobrevivieron, comenzaron a morir en grandes cantidades después de haberse comido la mayor parte de la población de aves.
Según Manoel Rangel había agua potable que se encontraba al cavar pozos poco profundos en la arena. También muchas tortugas vinieron a depositar los huevos en la playa de la isla.
Desde 1756 en Île du Coin había una población de hasta 500 personas. La mayoría de los habitantes, los llamados ilois, eran trabajadores de las plantaciones de coco. Los ilois eran cristianos y había iglesias y escuelas primarias en Peros Banhos antes de la expulsión de la población local. Su idioma era una lengua criolla derivada del francés, conocida como criollo chagosiano. 
Moresby Island, en el extremo norte del atolón, fue nombrado por Robert Moresby, un hidrógrafo británico que hizo la primera encuesta precisa del archipiélago de Chagos, en 1837. Después de la encuesta de Moresby, el primer mapa detallado del atolón de Peros Banhos fue publicado por el Servicio Hidrográfico de la Armada de la India.
En 1970, la población entera del atolón fue expulsada por el Gobierno británico y enviados a Isla Mauricio. Más recientemente, las islas se han investigado como posible ubicación para el reasentamiento, aunque el establecimiento de poblaciones sigue estando prohibido.

## Reserva natural

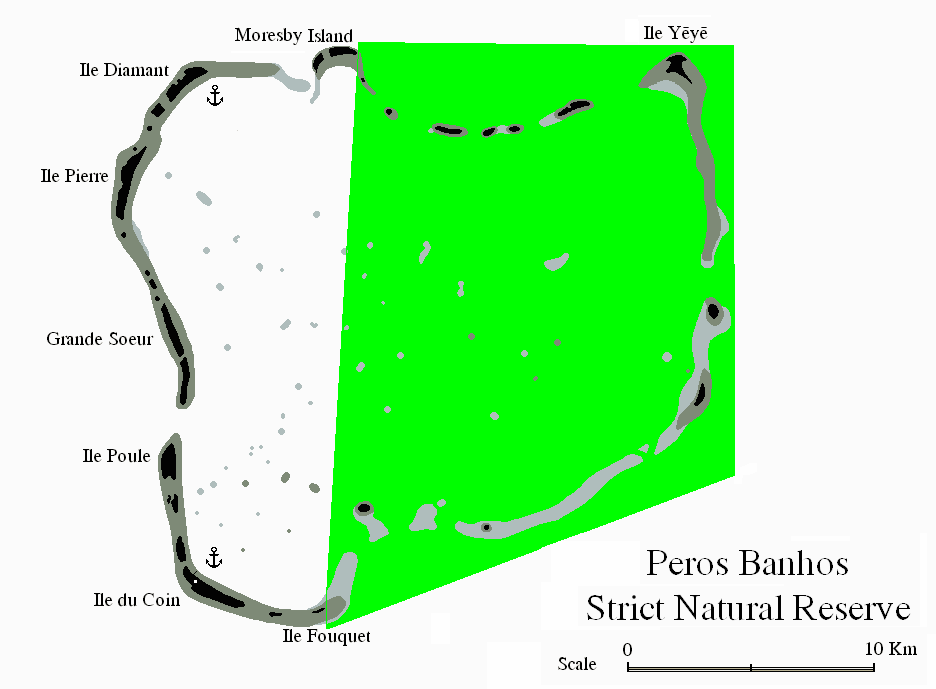
Reserva natural integral del atolón de Peros Banhos.

La parte del atolón al este de una línea trazada entre el punto de tierra más al este en la isla Moresby (norte) y el punto de tierra más al este en la isla Fouquet (sur) se encuentra dentro de la reserva natural integral del atolón de Peros Banhos. La entrada a esta y a las otras reservas naturales integrales, y dentro de los 200 metros de las islas, está prohibida y las actividades están claramente prohibidas por el Territorio Británico del Océano Índico.
Se aconseja a los navegantes que ni siquiera fondeen dentro de los límites de la reserva natural integral del Atolón Peros Banhos.